# Duesenberg

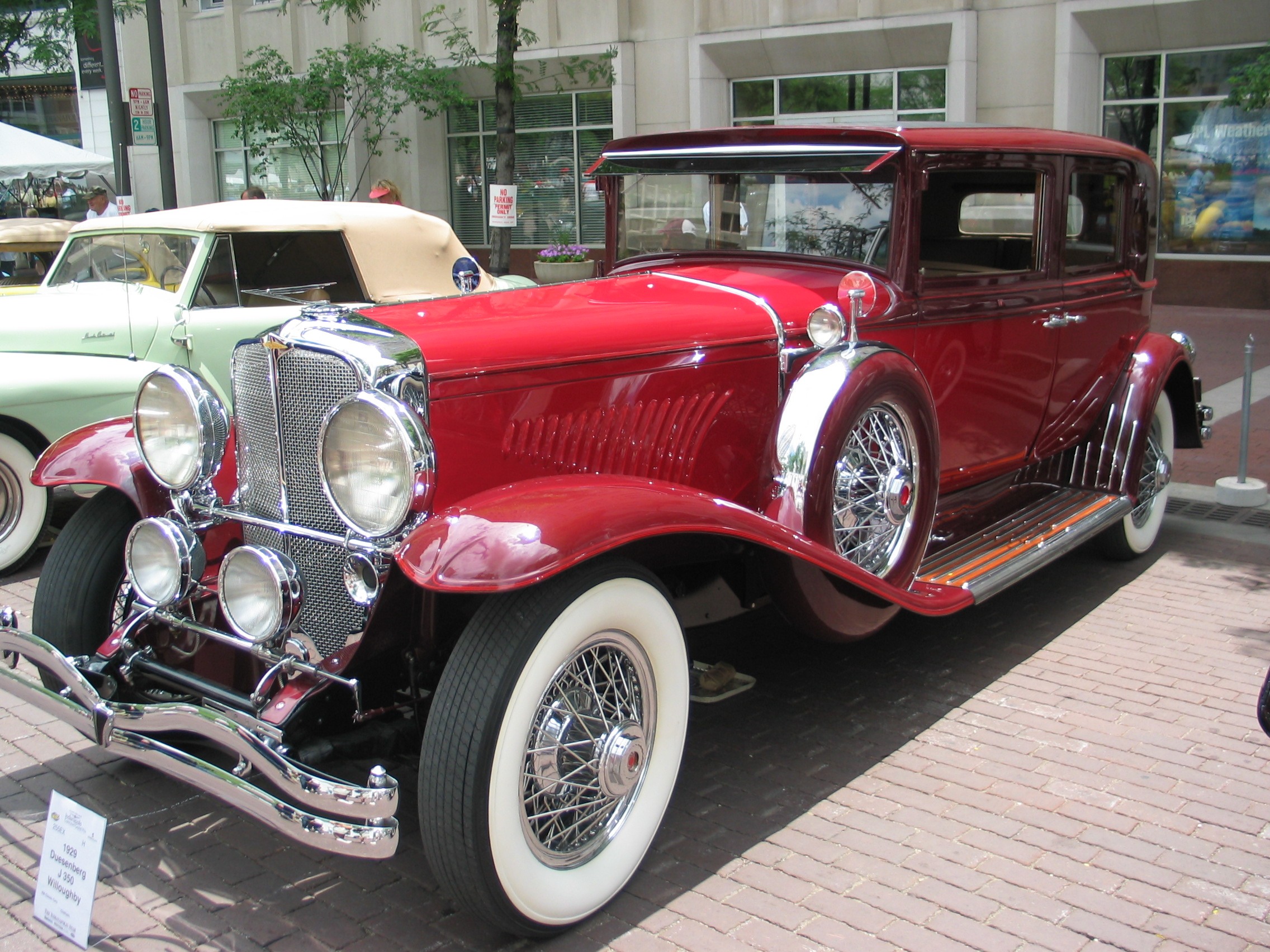
Duesenberg Model J350 uit 1929

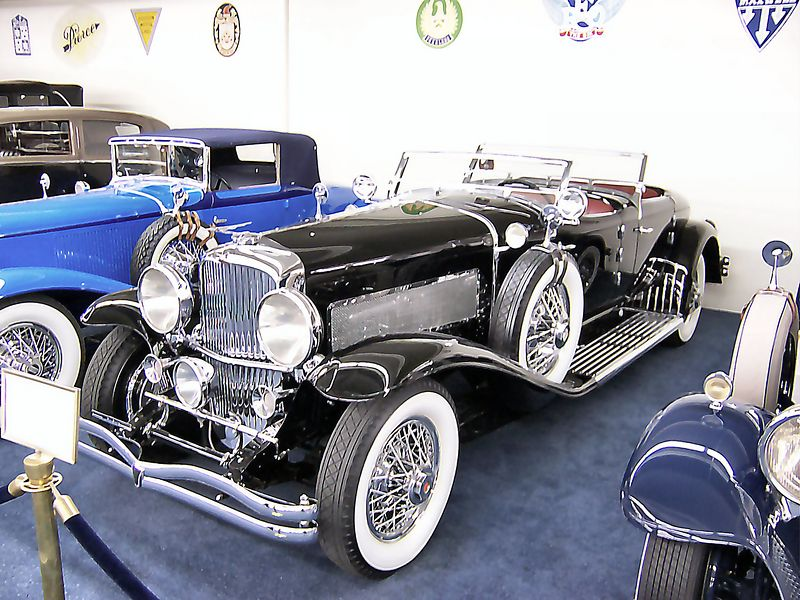
Duesenberg Model J uit 1930

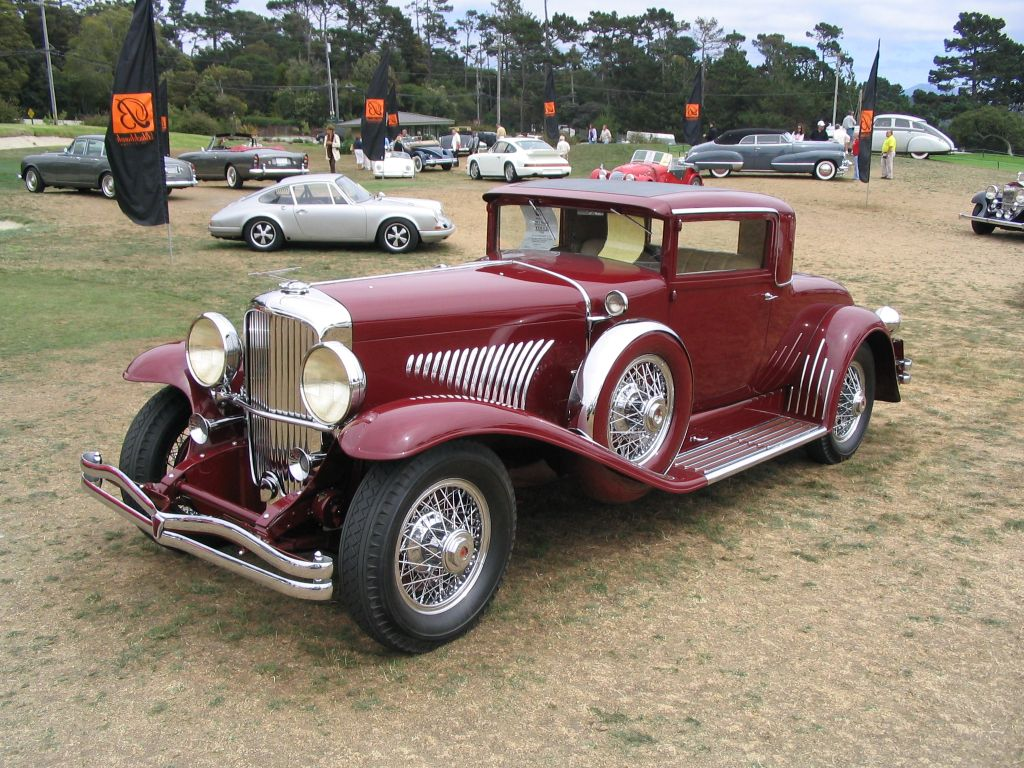
Duesenberg Model J uit 1932

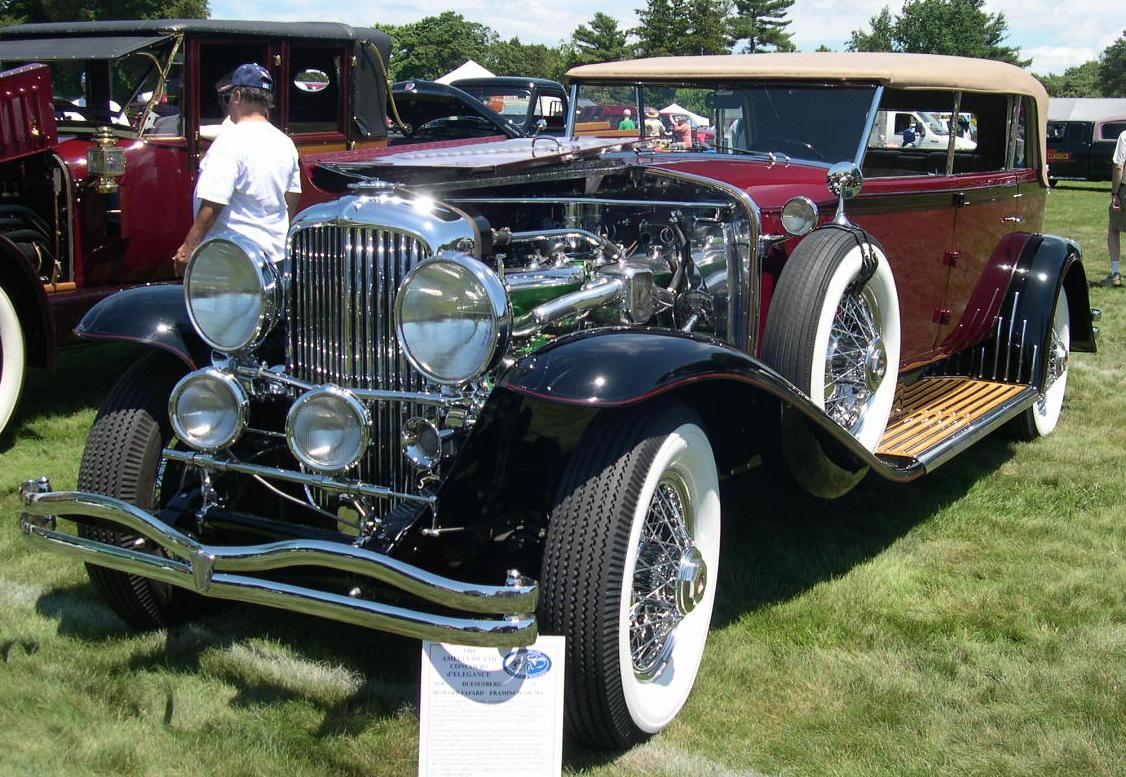
Duesenberg Model J uit 1934

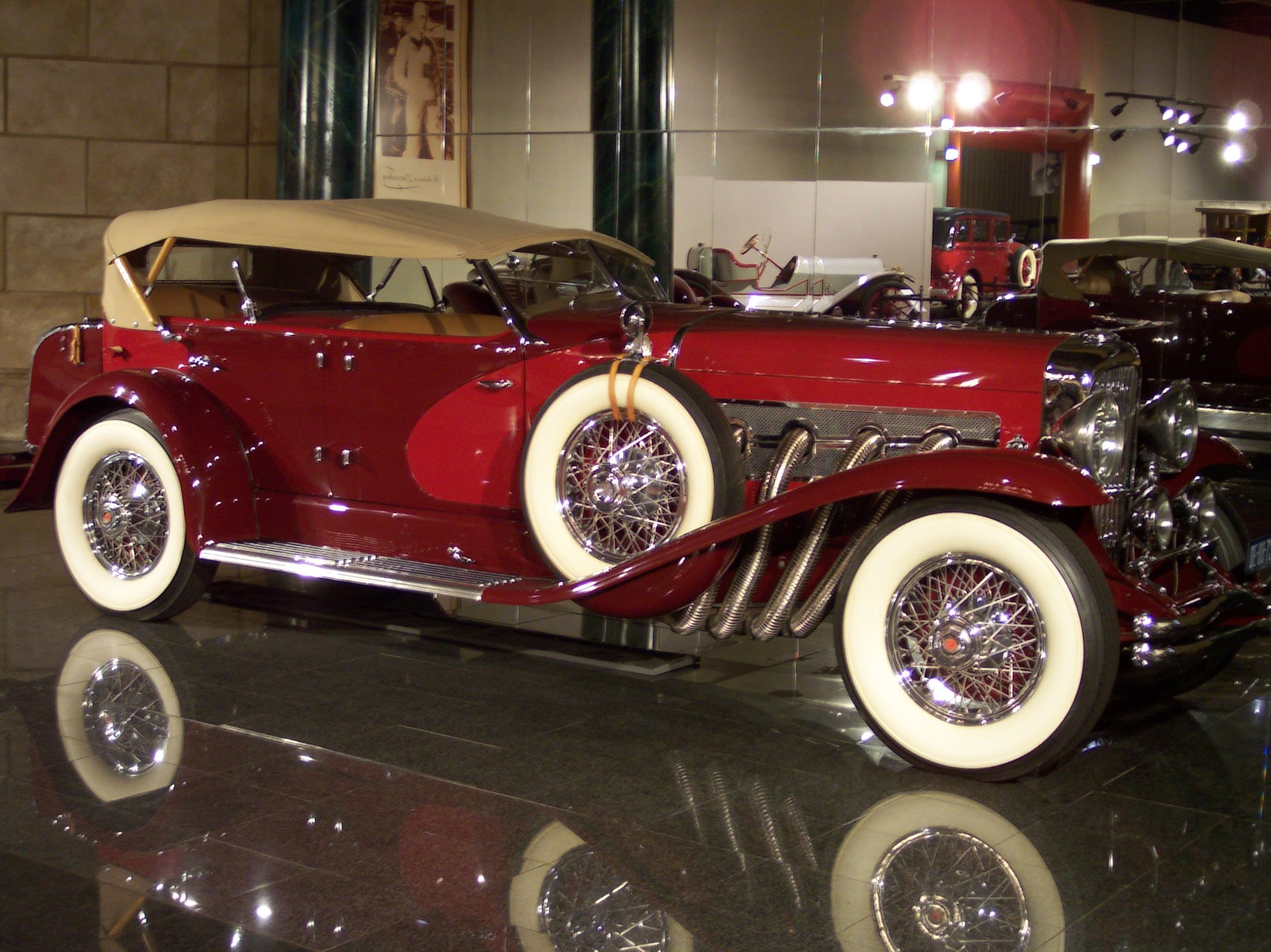
Duesenberg Model SJ uit 1935

Duesenberg was een Amerikaans luxe-automerk van 1920 tot 1937. Voordien was het bedrijf een racewagenbouwer. De merknaam Duesenberg stond bekend voor elegantie, luxe, mechanische precisie en kracht. Zodanig zelfs dat het afgeleide woord doozy/duesy Amerikaanse straattaal werd om iets van hoge kwaliteit aan te duiden en er decennia later zelfs een gitaarmerk naar werd genoemd. Desondanks ging het prestigieuze merk in 1937 ten onder.

## Geschiedenis

### Voorgeschiedenis
Twee broers, Fred (1876-1932) en August Duesenberg (1879-1955), waren in 1885 als nog kleine kinderen vanuit Duitsland geëmigreerd naar de Verenigde Staten. Als autodidact ingenieurs bouwden ze verschillende racewagens. Fred gaf in 1903 zijn fietsenwinkel op om zijn eerste te bouwen. Hij was vooral geïnteresseerd in motoren.

### Het begin
In 1913 richtten de broers de Duesenberg Motor Company op in Saint Paul (Minnesota) om motoren en racewagens te bouwen. Ze bouwden een krachtige viercilindermotor die hen een jaar later reeds de tiende plaats in de Indianapolis 500-race opleverde. In de daaropvolgende jaren zou Duesenberg vele successen boeken in de racerij.

### Bugatti
Tijdens de Eerste Wereldoorlog haalde Duesenberg een contract van de Franse overheid binnen om een Bugatti-motor te bouwen in de Verenigde Staten. De motor bestond uit twee 8-in-lijnmotoren die in een gezamenlijke behuizing gebouwd waren met twee krukassen die aan een gezamenlijke aandrijfas gekoppeld waren. De ervaring die werd opgedaan met deze motor leidde na de oorlog tot Duesenbergs bekende acht-in-lijn waarmee snelheidsrecords verbroken werden en wedstrijden, ook in Europa, gewonnen werden. Duesenberg bleef zelfs tot 1960 de enige Amerikaanse constructeur die een Europese Grand Prix-race had gewonnen.

### Passagiersauto's
Begin jaren twintig begon Duesenberg ook passagiersversies van zijn racewagens te maken. De autobouwer bouwde daarvoor een nieuwe fabriek in Indianapolis en verhuisde zijn hoofdkantoor naar New Jersey. Het eerste model was toen al meteen de auto van de toekomst. De Duesenberg Model A had als enige een 8-in-lijnmotor en was de eerste om hydraulische remmen op de vier wielen te installeren. Ook was het Duesenberg die in die tijd de ballonband introduceerde.

### Overname
Ondanks de kwaliteiten van de Model A kregen de Duesenberg-broers hem niet verkocht. In 1922 ging het merk failliet, waarna het werd verkocht aan een groep investeerders onder leiding van Fred Duesenberg. In 1926 verkocht die het door aan Erret Cord, die al eigenaar was van de merken Cord en Auburn en nog andere. Cord was vooral geïnteresseerd in de vakkunde van het merk die hij goed kon gebruiken bij zijn andere merken. Hij handhaafde de merknaam Duesenberg.
Ondertussen bleef Duesenberg verder racen. 1921 was het enige jaar waarin een Duesenberg gangmaker was in de Indianapolis-500. In 1924, 1925 en 1927 won het merk die wedstrijd.

### Luxe
Duesenbergs personenauto's waren krachtig en luxueus met een rijke uitrusting. Een standaard Model SJ haalde een topsnelheid van 209 km/u en sprintte in nauwelijks 9 seconden van 0 tot 100 km/u. Dit ondanks het gewicht, dat gewoonlijk tussen 2,5 en 3 ton lag. Nochtans waren de personenauto's niet ontworpen om te racen, maar waren ze gebaseerd op de Europese Gran Turismo's. Ze moesten feilloos urenlang kilometers kunnen maken waarvoor de mechanische componenten met uiterste precisie werden gemaakt. Het neveneffect daarvan was het hoge prijskaartje, maar voor de prijs kreeg men ook een zeer luxueuze auto met een breed gamma aan standaard ingebouwde instrumenten op het dashboard. Het koetswerk werd daarbij niet eens meegeleverd. Het werd, net als bij Rolls-Royce, op maat gebouwd door een aantal Amerikaanse en Europese koetswerkbouwers.

### Het einde
In 1937 kwam een einde aan Duesenbergs productie nadat moederconcern Cord financieel ten onder ging. In dat laatste jaar werden nog 650 Duesenbergs gebouwd.

### Doorstartpogingen
Na de Tweede Wereldoorlog probeerde August Duesenberg een doorstart te maken, maar hij faalde. Later werden nog verscheidene pogingen ondernomen, maar steeds zonder succes. In de jaren zestig probeerde Augusts zoon Fritz Duesenberg het met de bekende ontwerper Virgil Exner. Hier werd het chassis van een Imperial uit 1966 als basis genomen met een motor van Chrysler. In de jaren zeventig werd een Duesenberg ontworpen op basis van een Cadillac. De productie hiervan was echter zeer miniem. In 1975 werd de Duesenberg II geïntroduceerd, een reproductie die tot 2000 verkocht werd. Deze auto's waren een exacte kopie van een originele Duesenberg, aangevuld met een moderne motor en voorzieningen.
Een nieuwe poging om de naam Duesenberg terug te brengen was gepland voor januari 2007 en werd uitgesteld tot 2008. De Duesenberg Torpedo Coupe zou dan voorgesteld worden. Het model zou het chassis ontlenen van de Mercedes-Benz CL 500 en een turbogeladen 12-cilinder van 300 pk behuizen.
Na 2008 is niets meer van de herintroductie vernomen.

### Epiloog
Duesenberg bouwde tijdens zijn bestaan ongeveer 1200 auto's. Daarvan was in 2006 naar schatting de helft nog rijwaardig. Duesenbergs Model J en Model SJ behoren tot de meest gezochte antieke auto's ter wereld. Een exemplaar in goede staat kan meer dan een miljoen euro waard zijn en sommige zelfs meerdere miljoenen.

## Modellen
- 1921-1927: Duesenberg Model A (~650)
- 1926-1927: Duesenberg Model X (13)
- 1927-1927: Duesenberg Model Y (1)
- 1929-1937: Duesenberg Model J (435)
- 1932-1937: Duesenberg Model SJ (36)
- 1933-1936: Duesenberg Model SSJ (2)

## Trivia
- Komiek Jay Leno, die ook autoverzamelaar is, bezit een Model X uit 1927 en vier Model SJ's uit de jaren dertig.